# Меле, Алессандра
Алессандра Уотл Меле (итал. Alessandra Watle Mele, норв. Alessandra Watle Mele; род. 5 сентября 2002, Пьетра-Лигуре, Савонна, Италия), наиболее известна как Алессандра, — норвежско-итальянская певица и автор песен. Участница седьмого сезона шоу The Voice Norway (норвежской версии шоу «Голос»). Представила Норвегию на музыкальном песенном конкурсе «Евровидение-2023» с песней «Queen of Kings» и заняла в финале 5 место.

## Биография

### Ранняя жизнь
Меле родилась 5 сентября 2002 года в Пьетра-Лигуре, Савона, Италия в семье отца-итальянца из Альбенги и матери-норвежки из Станелле. В возрасте двенадцати лет она выиграла пятый выпуск VB Factor, местного шоу талантов в регионе Валь Бормида. После окончания средней школы в 2021 году, певица сначала переехала к дедушке и бабушке в Порсгрунн, а затем переехал в Лиллехаммер, учиться в Лиллехамерском институте музыкального производства и индустрии (ЛІМВІ).

### 2022:The Voice Norway (Голос Норвегии)
В 2022 году Меле была участницей седьмого сезона The Voice — Norges beste stemme, норвежской версии франшизы The Voice. После прослушивания вслепую она присоединилась к команде тренера Эспена Линда. Выбыла в этапе живых шоу.

### 2023:Melodi Grand Prixи Евровидение
4 января 2023 года Меле было объявлено одной из двадцати одного артистов, которые примут участие в Melodi Grand Prix 2023, норвежском национальном отборе на песенный конкурс Евровидение 2023. Она исполнила свою песню «Queen of Kings» в первом полуфинале 14 января 2023 года и попала в финал, который прошел 4 февраля 2023 года. Она выиграла конкурс, получив наибольшее количество баллов как в телеголосовании, так и от международного жюри, тем самым получив право представлять Норвегию на песенном конкурсе Евровидение 2023 года в Ливерпуле. Алессандра Меле выступила в первой половине первого полуфинала, который состоялся 9 мая 2023 года и прошла в финал. Выступила в финале 13 мая 2023 года и заняла 5 место.

## Дискография

### Мини-альбом
| Название             | Детали                                                                                          |
| -------------------- | ----------------------------------------------------------------------------------------------- |
| Best Year of my Life | - Релиз: 16 февраля 2024 года - Лейбл: Island Records - Формат: цифровая загрузка, стри́минг, CD |

### Синглы
| Название         | Год выпуска | Альбом               |
| ---------------- | ----------- | -------------------- |
| «Queen of Kings» | 2023        | Best Year of my Life |
| «Pretty Devil»   | 2023        | Best Year of my Life |
| «Bad Bitch»      | 2023        | Best Year of my Life |
| «Heavy»          | 2023        | Best Year of my Life |
| «Narcissist»     | 2024        | Best Year of my Life |
| «Supposed to Be» | 2024        | Неальбомные синглы   |
| «Marameo»        | 2024        | Неальбомные синглы   |
| «Non Stop»       | 2025        |                      |